# Stenopodius inyoensis
Stenopodius inyoensis är en skalbaggsart som beskrevs av Blaisdell 1939. Stenopodius inyoensis ingår i släktet Stenopodius och familjen bladbaggar. Inga underarter finns listade i Catalogue of Life.